# Vladimir Smirnov (ciclista)
Vladimir Smirnov (Klaipėda, 13 aprile 1978) è un ex ciclista su strada lituano.
Professionista tra il 1999 e il 2007, nel 2002 vinse il titolo di campione lituano.

## Carriera
Smirnov diventò professionista nel 1999 con la Palmans-Ideal, squadra belga diretta da Walter Planckaert e da Roger De Vlaeminck e, nello stesso anno, vinse il titolo di campione nazionale. Nella Palmans corse due anni poi, nel 2001, passò alla CCC-Mat-Ceresit, squadra polacca. Proprio nel 2001 si aggiudicò il Gran Premio Nobili Rubinetterie, precedendo di 5 secondi Simone Masciarelli e di 14 secondi Pedro Horrillo.
Nel 2002 vestì la maglia del Team Colpack-Astro, diretto da Antonio Bevilacqua. Partecipò con il dorsale 199 al Giro d'Italia 2002, ma fu costretto al ritiro alla quinta tappa; nello stesso anno fu convocato in Nazionale per i campionati del mondo a Zolder. Poi corse per quattro stagioni tra i dilettanti e nel 2007 fu nuovamente professionista nel team con licenza sammarinese Cinelli-Endeka-OPD.

## Palmarès
- 1998

1ª tappa International Tour of Rhodes
- 1999

Kampioenschap van West-Vlaanderen
- 2000

Campionati lituani, Prova in linea
- 2001

Gran Premio Nobili Rubinetterie

## Piazzamenti

### Grandi giri
- Giro d'Italia

2002: ritirato (5ª tappa)

### Competizioni mondiali
- Campionati del mondo

Zolder 2002 - In linea Elite: 101º